# مزرعه چرم سفید
مزرعه چرم سفید یک منطقهٔ مسکونی در ایران است که در دهستان جویم واقع شده‌است.